# Regió Metropolitana de Campinas
La Regió Metropolitana de Campinas, que comprèn 21 municipis, va ser creat pel complement de la llei estatal 870, de 19 de juny de 2000.
La regió és una de les més dinàmiques de l'economia brasilera, el que representa 2,7% del PIB nacional i el 7,83% del PIB de l'Estat de São Paulo, o al voltant de 77,7 mil milions dòlars/any. A més de tenir una economia forta, la regió també presenta una infraestructura que permet el desenvolupament de tota l'àrea metropolitana.
Segons el IBGE Estimació de la Població l'any 2011, la Regió Metropolitana de Campinas té 2.832.297 habitants, distribuïdes en 3.647 km². Es tracta de la novena àrea metropolitana més gran al Brasil.

### Llista dels municipis de la Regió Metropolitana de Campinas
| Municipi               | Àrea     | Població (2021) | PIB (2013) (en mils de reais) | IDH-M (2010)     |
| ---------------------- | -------- | --------------- | ----------------------------- | ---------------- |
| Americana              | 133,93   | 244.370         | 9.890.709                     | 0,811 Muito Alto |
| Artur Nogueira         | 178,03   | 56.247          | 798.659                       | 0,749 alto       |
| Campinas               | 794,43   | 1.223.237       | 51.347.711                    | 0,805 Muito Alto |
| Cosmópolis             | 154,66   | 74.662          | 1.229.257                     | 0,769 alto       |
| Engenheiro Coelho      | 109,94   | 21.712          | 351.645                       | 0,732 alto       |
| Holambra               | 65,58    | 15.605          | 603.033                       | 0,793 alto       |
| Hortolândia            | 62,28    | 237.570         | 9.202.710                     | 0,756 alto       |
| Indaiatuba             | 312,05   | 260.690         | 10.303.802                    | 0,788 alto       |
| Itatiba                | 322,23   | 124.254         | 4.483.242                     | 0,778 alto       |
| Jaguariúna             | 141,40   | 59.921          | 6.163.748                     | 0,784 alto       |
| Monte Mor              | 240,41   | 61.707          | 2.777.872                     | 0,733 alto       |
| Morungaba              | 146,75   | 13.936          | 405.855                       | 0,715 alto       |
| Nova Odessa            | 74,32    | 61.716          | 2.404.550                     | 0,791 alto       |
| Paulínia               | 138,72   | 114.508         | 12.153.539                    | 0,795 alto       |
| Pedreira               | 108,59   | 48.992          | 941.568                       | 0,769 alto       |
| Santa Bárbara d'Oeste  | 270,90   | 195.278         | 5.129.706                     | 0,781 alto       |
| Santo Antônio de Posse | 154,00   | 23.742          | 687.017                       | 0,702 alto       |
| Sumaré                 | 153,50   | 289.875         | 11.327.493                    | 0,762 alto       |
| Valinhos               | 148,59   | 133.169         | 4.970.627                     | 0,819 Muito Alto |
| Vinhedo                | 81,60    | 81.516          | 7.137.263                     | 0,817 Muito Alto |
| Total                  | 3.791,91 | 3.224.443       | 142.301.006                   | 0,792            |